# Tanusiella
Tanusiella is een geslacht van rechtvleugeligen uit de familie sabelsprinkhanen (Tettigoniidae). De wetenschappelijke naam van dit geslacht is voor het eerst geldig gepubliceerd in 1917 door Günther Enderlein.

## Soorten
Het geslacht Tanusiella omvat de volgende soorten:
- Tanusiella guttifera Enderlein, 1917
- Tanusiella travassosi Costa Lima, 1938